# Англо-франко-русское соглашение (1915)
Англо-франко-русское соглашение — оформленное 18 марта 1915 года секретное соглашение между странами Антанты, по которому Великобритания и Франция соглашались разрешить вековой Восточный вопрос путём передачи Константинополя с черноморскими проливами Российской империи в обмен на земли в азиатской части Османской империи.
Было оформлено следующими документами: 
- памятной запиской русского министра иностранных дел С. Д. Сазонова на имя английского посла в Петрограде Дж. Бьюкенена и французского посла М. Ж. Палеолога от 4 марта 1915 года;
- памятной запиской Бьюкенена на имя Сазонова от 12 марта 1915 года;
- памятной запиской Сазонова на имя Бьюкенена от 22 марта 1915 года;
- вербальной нотой французского посольства в Петрограде МИДу России от 10 апреля 1915 года.

Англо-франко-русское секретное соглашение оставалось секретным вплоть до прихода к власти большевиков, хотя самый факт согласия союзников на взятие Константинополя и проливов Россией был оглашён царским правительством в 1916 году в Государственной думе. Практических результатов для России Англо-франко-русское соглашение не имело; дальнейшим его развитием являлось соглашение Сайкса — Пико.
В результате соглашения Османской империи впервые в истории противостояла коалиция из трёх великих держав. Россия претендовала на город Стамбул, европейское побережье Босфора, Мраморного моря и Дарданелл, а также Османскую Фракию до линии Мидия-Энос. Франция претендовала на Сирию (включая Палестину), Александреттский залив и Киликию. Великобритании отходила значительная область Ближнего Востока. Без участия русского флота Дарданелльская операция английского командования потерпела неудачу, но уже в 1917 году министр иностранных дел Временного правительства П. Н. Милюков добился от союзников подтверждения, что условия соглашения 1915 года остаются в силе.
После Октябрьской революции Ленин опубликовал Декрет о мире и подписал (3 декабря 1917) обращение «Ко всем трудящимся мусульманам России и Востока», где разгласил существование секретного соглашения, заявив, что «тайные договоры свергнутого царя о захвате Константинополя, подтверждённые свергнутым Керенским, ныне порваны и уничтожены».